# Взрыв трубопровода в Тлауэлильпане
Взрыв трубопровода в Тлауэлильпане — катастрофа, произошедшая 18 января 2019 года в Мексике вблизи населённого пункта Тлауэлильпан в муниципалитете Тлауэлильпан штата Идальго. 127 человек погибло и более 30 получили ранения. Мексиканские власти обвинили в случившемся воров топлива, которые осуществили нелегальную врезку в трубопровод, что привело к пожару и взрыву.

## Предыстория
Хищения нефти и нефтепродуктов в Мексике слабо контролируются государством и выходят из-под контроля, принимая огромные масштабы. За 2017 год ущерб от краж составил более 3 миллиардов долларов США. Количество незаконных врезок в топливные трубопроводы в Мексике за первые 10 месяцев 2018 года превысило 12 000 (в среднем около 42 врезок в сутки). Это только усугубляет падение добычи нефти в стране, которое за 6 лет составило 28 %. Президент Мексики А. Лопес Обрадор пообещал провести реформу в нефтяной отрасли страны, в результате которой в декабре 2018 года правительство Мексики совместно с Pemex представило масштабный план спасения нефтяного сектора.
План действий правительства привёл к тому, что ещё до конца 2018 года несколько штатов Мексики и Мехико охватил топливный кризис. Для борьбы с незаконными врезками власти останавливали прокачку топлива сразу по нескольким трубопроводам и перешли на доставку топлива в основном цистернами. На все нефтеперерабатывающие заводы и стратегические объекты системы транспортировки были введены войска. Под надзором армии врезки стало делать сложнее, но такие меры привели к серьёзным перебоям с поставками бензина на АЗС и вызвали многочасовые очереди на них.

## Трубопровод
Трубопровод Туспан — Тула принадлежит мексиканской государственной нефтяной компании Pemex. Он служит для поставки топлива в Центральную Мексику. Pemex заявляла, что только за последние 3 месяца перед катастрофой трубопровод был нарушен нелегальными врезками 10 раз.

## Ход событий
18 января 2019 в мексиканском штате Идальго в районе Тлауэлильпан люди пришли к месту незаконной врезки в крупный трубопровод Туспан — Тула с канистрами и бидонами. Вечером этого же дня произошёл взрыв в момент, когда там находилось множество людей, занимавшихся сбором топлива.
После этого начался сильный пожар.
19 января губернатор штата Идальго Омар Файяд сообщил, что пожар в Тлауэлильпане потушен.

## Жертвы
Утром 20 января сообщалось, что в результате взрыва и пожара на трубопроводе погибли 79 человек. Всего за медицинской помощью обратились 81 человек. 20 января в больницах находилось 66 пострадавших. Вечером 20 января на пресс-конференции министр здравоохранения Мексики Хорхе Алькосер заявил о возрастании числа жертв до 85, при этом ещё 58 человек оставалось в больнице. Власти города Мехико направили в Идальго 4 вертолета с врачами для оказания помощи пострадавшим. Многие тела очень сильно обгорели, некоторых опознать не представляется возможным, в связи с чем потребовалась ДНК-экспертиза. Родственников погибших попросили сдать необходимые биологические материалы.

## Расследование
В связи с трагедией в стране начала работу Национальная комиссия по чрезвычайным ситуациям.
18 января прокуратура Мексики начала расследование в отношении 16 компаний по поводу возможного участия в хищениях топлива. Правительство Мексики заблокировало счета 14 компаний, отчитывавшихся о крупных или необычных операциях с доходами почти в 87 миллион песо и неучтённой чистой прибыли. Министр безопасности Мексики Дурасо заявил, что 13 из 16 компаний на условиях франшизы работали под брендом государственной Pemex, но не покупали бензин у неё, при этом отчитывались о его продажах и соответствующей выручке.

## Причины
Мексиканская государственная нефтяная компания Pemex официально заявила, что взрыв на трубопроводе в штате Идальго стал результатом незаконной врезки.

## Последствия
Президент Обрадор посетил Тлауэлильпан и встретился с официальными лицами в ситуационном центре, сказал, что трубопроводы будут контролироваться армией, морпехами и федеральной полицией, чтобы избежать кражи топлива.
Pemex заявила, что взрыв не отразится на снабжении бензином столицы.
Министр внутренних дел Мексики Кордеро заявила о необходимости отнести кражу бензина к тяжким преступлениям.